# Cmus
cmus — лёгкий и быстрый консольный медиаплеер для Unix-подобных операционных систем.
Cmus распространяется в соответствии с условиями лицензии GPL и, соответственно, является свободным ПО. Отличительной особенностью плеера является интерфейс управления, подобный редактору vi. Написан на языке Си, базируется на библиотеке ncurses.
Название «cmus» происходит от словосочетания «C* Music Player».

## Поддерживаемые возможности
- Входные форматы
  - FLAC
  - Ogg/Vorbis
  - MP3 (libmad)
  - Wav
  - WMA (ffmpeg)
  - MOD, S3M, … (libmodplug)
  - .mpc, mpp, .mp+ (libmpcdec)
  - MPEG-4/AAC (libmp4v2, libfaad2)
- Вывод звука
  - ALSA
  - libao
  - ARTS
  - OSS
  - Sun Audio
  - Pulseaudio
  - WaveOut (Windows)
- Воспроизведение
  - Информация об исполнителе, альбоме, треке в виде дерева
  - Полный список воспроизводимых треков
  - Редактируемые списки треков
  - Очередь воспроизведения
  - Потоковое вещание MP3, Ogg, AAC (Shoutcast/Icecast)
  - Сложные фильтры для имён воспроизводимых треков
- Интерфейс
  - Обзор каталогов
  - Настраиваемые цвета
  - Дополнение по Tab
- Прочее
  - Выравнивание громкости методом ReplayGain
  - Воспроизведение музыки без кратковременных пауз между композициями Gapless playback
  - Поддержка Cue sheets
  - Поддержка UTF-8
  - Внешние команды для файлов
  - Гарантированная работа в Linux, FreeBSD, NetBSD и OpenBSD

В состав дистрибутива программы входит утилита cmus-remote, позволяющая управлять плеером «снаружи».
Также доступен патч, позволяющий использовать cmus как клиент для сбора и отправки статистики о прослушанных композициях на сервис Last.fm.